# 弗拉基米爾·阿爾祖曼揚
弗拉基米爾·阿爾祖曼揚（羅馬化：Vladimir Arzumanyan，1998年5月26日— 
）為出生於阿爾扎赫共和國的亞美尼亞男歌手。他曾代表亞美尼亞參加2010年歐洲青少年歌唱大賽，並以自創曲〈媽媽〉贏得大賽冠軍。